# Escudo Canadiense

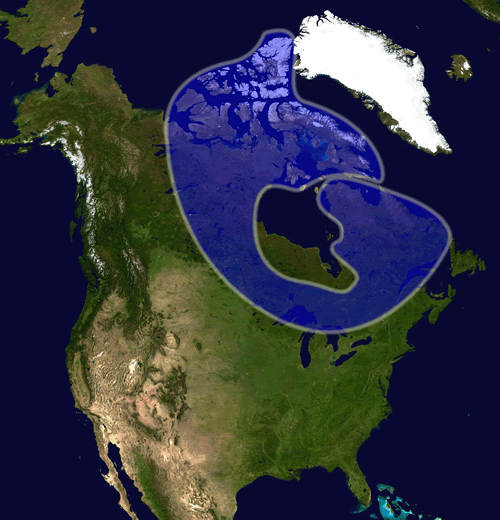
El Escudo Canadiense.

El Escudo Canadiense (Canadian Shield en inglés y Bouclier canadien en francés), también conocido como macizo del Labrador o meseta Laurentiana, es un gran sector geográfico situado en Canadá oriental y central y Estados Unidos, compuesto de roca desnuda, que data de la época precámbrica. Cubre el 95 % de Quebec, las regiones del norte de Saskatchewan, Manitoba, Ontario, así como la mayor parte de Labrador, es decir la parte continental de la provincia de Terranova y Labrador y gran parte del territorio de Nunavut.

## Geomorfología y relieve
La composición actual del escudo es una capa de suelo muy delgada que cubre la roca desnuda con muchos afloramientos. Este aspecto nos enseña el estado que apareció a finales de la última glaciación, y es que el hielo ha erosionado la roca, llevándose la tierra. El escudo fue originalmente una superficie de montañas muy altas y muy abruptas con gran actividad volcánica, pero que a lo largo de los millones de años ha sido erosionada para dar lugar a la superficie actual, mucho más plana.
Durante la erosión de las montañas, sus bases se han elevado y a su vez se han visto erosionadas, dando forma a la altiplanicie laurentina. Las rocas que ahora forman la superficie del escudo, en el pasado estaban muy por debajo de la superficie de la Tierra. Las altas presiones y temperaturas en las profundidades han sido las condiciones ideales para su mineralización. 
Las alturas del Escudo Canadiense están en su mayoría entre los 300 y los 600 metros, aunque hay algunas cadenas de mediana altura: las montañas Trinett (donde está el monte Iberville, 1652 m) al noreste, las Laurentides (donde está el monte Raoul Blanchard, 1181 m), montañas Otish, montañas Garnex y montañas Adirondack (con el monte Marcy, 1629 m). Este último macizo está en el extremo sur del Escudo Canadiense y se formó por un levantamiento que comenzó hace algunos millones de años.

## Geología
El Escudo Canadiense es uno de los más antiguos de la Tierra, con regiones que datan de entre 2.500 y 4.200 millones de años. La multitud de ríos y lagos de la región es el clásico ejemplo de un sistema de drenaje desordenado, causado por la alteración de las cuencas hidrográficas de la zona a causa de la glaciación y el efecto del rebote postglacial. El Escudo era originalmente una zona de montañas muy grandes y muy altas (unos 12.000 m o 39.000 pies) con mucha actividad volcánica, pero la zona fue erosionada hasta alcanzar casi su aspecto topográfico actual de relieve relativamente bajo hace más de 500 millones de años. La erosión ha dejado al descubierto las raíces de las montañas, que adoptan la forma de cinturones de piedra verde en los que cinturones de roca volcánica que han sido alterados por el metamorfismo están rodeados de roca granítica. La edad de estos cinturones oscila entre los 3.600 y los 2.680 millones de años. Gran parte de la roca granítica pertenece a la familia de rocas tonalita-trondhjemita-granodiorita, característica de la corteza continental del Arcaico. Muchos de los principales yacimientos minerales de Canadá están asociados a los cinturones de piedra verde.
La caldera de Sturgeon Lake, en el distrito de Kenora (Ontario), es uno de los complejos de calderas mineralizadas neoarqueanas mejor conservados del mundo, con una antigüedad de 2.700 millones de años. El Escudo Canadiense también contiene el enjambre de diques Mackenzie, que es el mayor enjambre de diques conocido en la Tierra.
Las montañas tienen raíces profundas y flotan en el manto más denso, como un iceberg en el mar. A medida que las montañas se erosionan, sus raíces se elevan y son erosionadas a su vez. Las rocas que ahora forman la superficie del Escudo estuvieron una vez muy por debajo de la superficie de la Tierra.
Las altas presiones y temperaturas a esas profundidades proporcionaban las condiciones ideales para la mineralización. Aunque estas montañas están ahora muy erosionadas, todavía existen muchas montañas de gran tamaño en el extremo norte de Canadá, llamadas Cordillera Ártica. Se trata de una vasta cadena montañosa profundamente diseccionada, que se extiende desde la isla de Ellesmere, más al norte, hasta el extremo más septentrional del Labrador. El pico más alto de la cordillera es el Barbeau Peak, en Nunavut, a 2.616 metros sobre el nivel del mar[18] La roca precámbrica es el principal componente del lecho rocoso.
El cratón norteamericano es el lecho de roca que forma el corazón del continente norteamericano y el Escudo Canadiense es la mayor parte expuesta del lecho de roca del cratón.
El Escudo Canadiense forma parte de un antiguo continente llamado Ártica, que se formó hace unos 2.500 millones de años durante la era neoarqueana. Se dividió en Groenlandia, Laurentia, Escocia y Siberia, y ahora está situado aproximadamente en el Ártico, alrededor del actual Polo Norte.

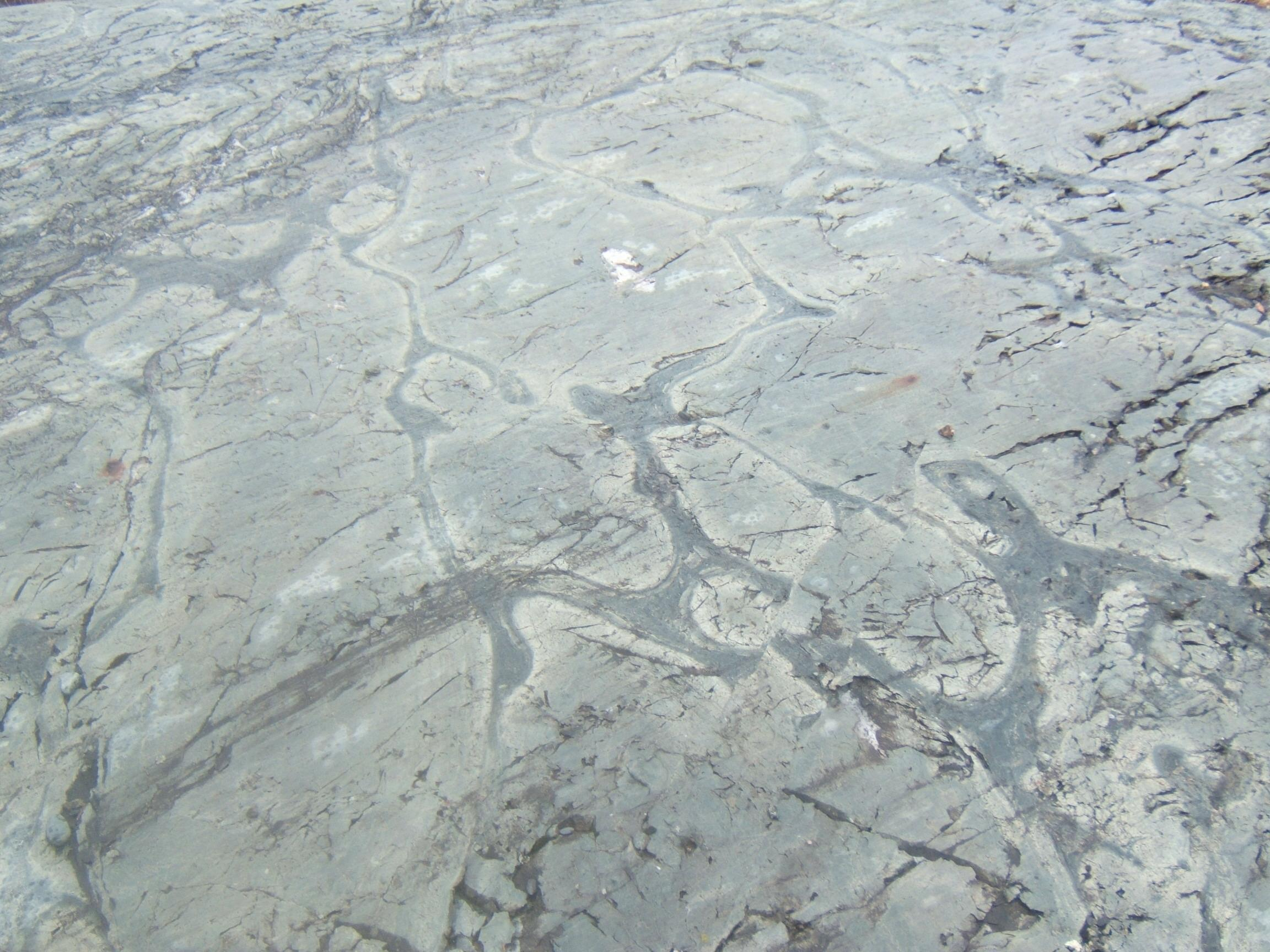
Lava almohadillada precámbrica erosionada en el cinturón de piedra verde de Temagami
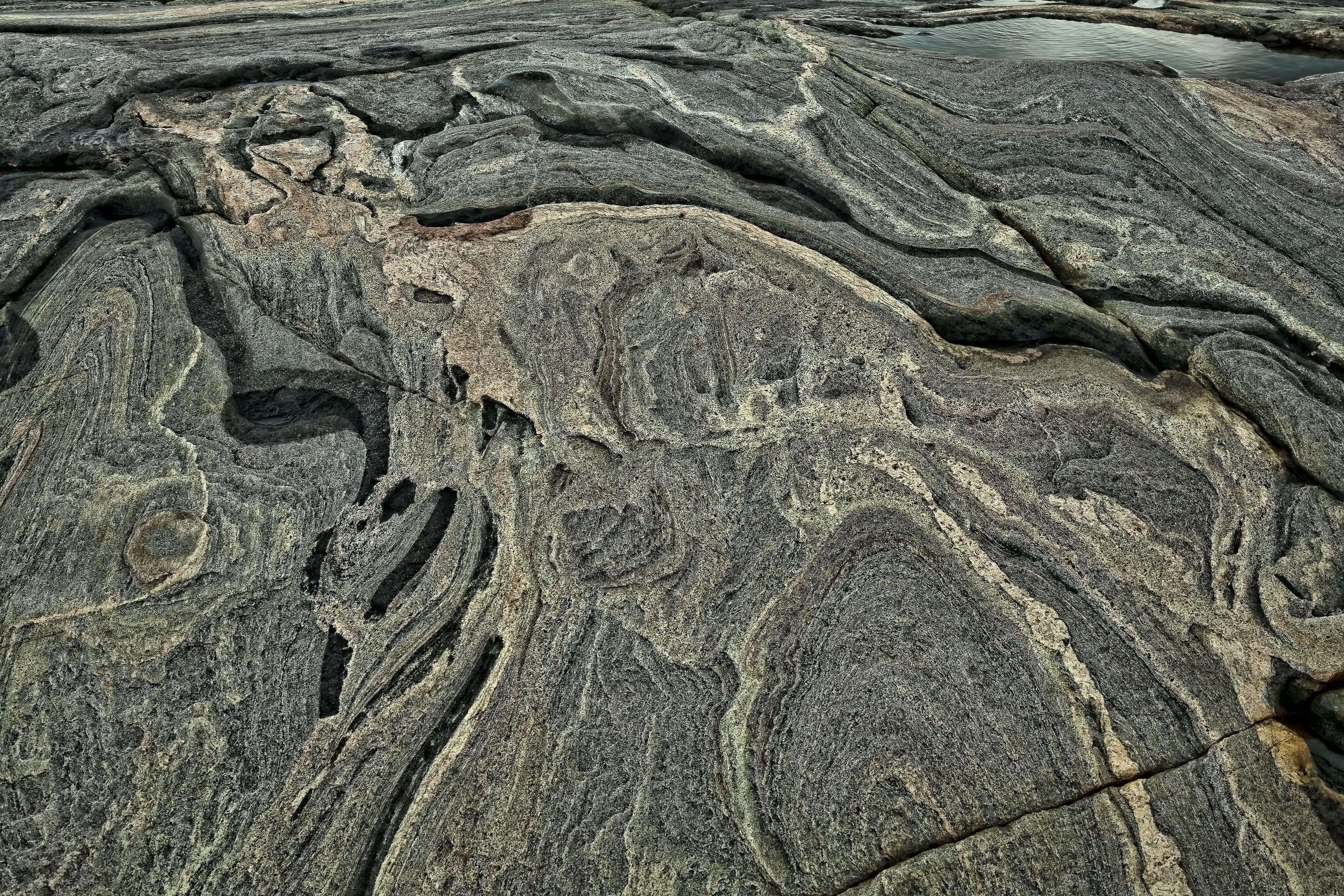
Gneis precámbrico plegado del Escudo Canadiense en Georgian Bay, Ontario
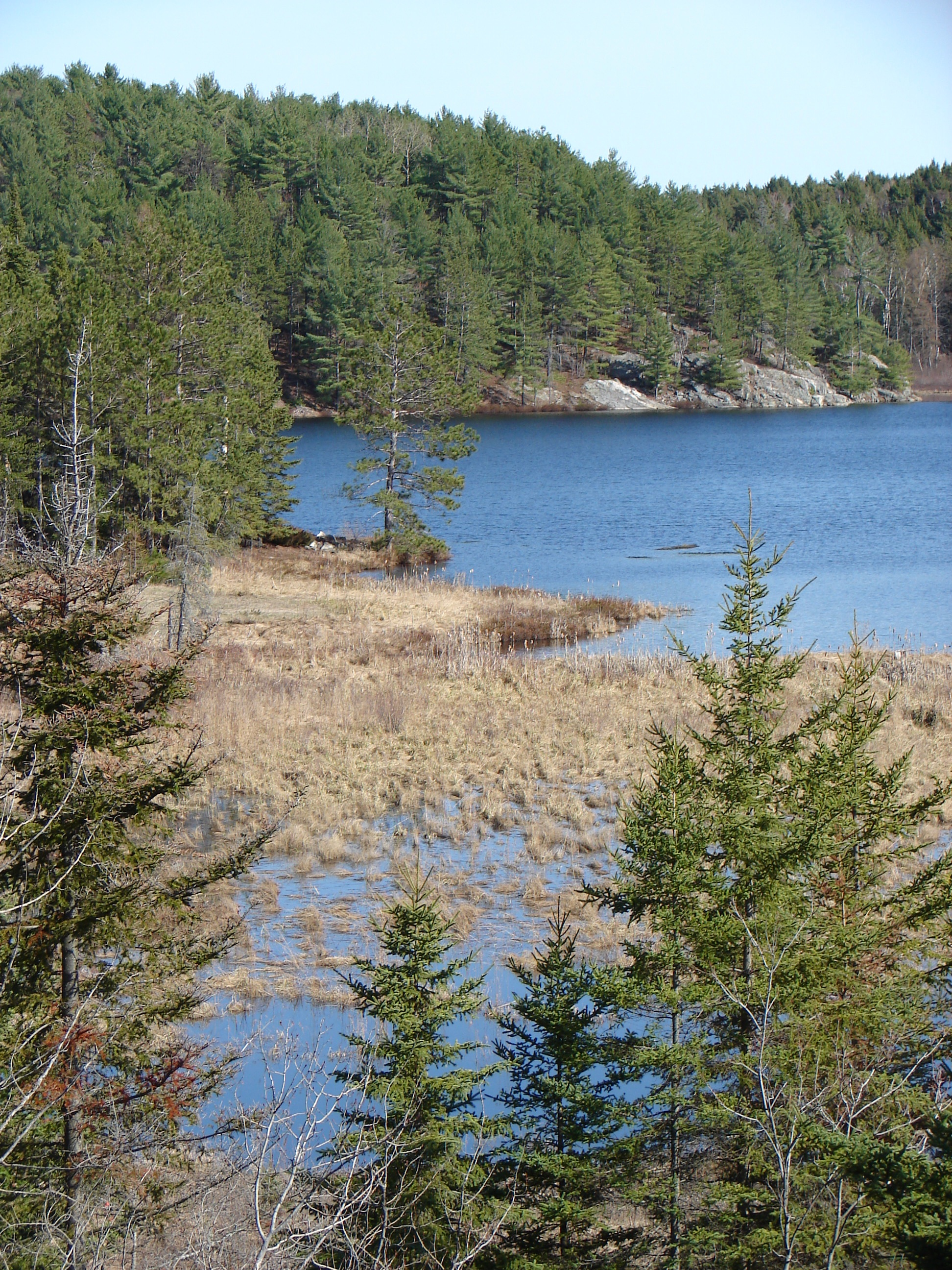
Paisaje típico del Escudo Canadiense: abetos, lagos, pantanos y rocas

## Clima
El clima es muy riguroso en todo el norte, donde prevalece el clima frío polar con temperaturas bajas durante la mayor parte del año.clima templado en el verano El paisaje es de tundra, de desierto helado, donde solo crecen líquenes, musgos y algunos árboles.
En este bioma habitan, entre otros, el caribú y el oso polar. Son cazados por el valor de su piel.
A pesar de que no es posible la práctica de la agricultura intensiva en el escudo Canadiense, persiste la agricultura en menor escala y existen pequeñas granjas en los valles fluviales y alrededor de los lagos, particularmente en las regiones del sur.

## Población
La población humana en el Escudo Canadiense es escasa. Por ejemplo, la ciudad de Sudbury tenía 165 220 habitantes en 2006.

## Minería y economía
El Escudo Canadiense es una de las zonas más ricas del mundo en minerales valiosos. Está repleto de importantes depósitos de níquel, oro, plata y cobre. En todo el Escudo hay muchas ciudades mineras que extraen estos minerales. La mayor, y una de las más conocidas, es Sudbury, Ontario. Sudbury es una excepción al proceso normal de formación de minerales en el Escudo, ya que la cuenca de Sudbury es un antiguo cráter de impacto de meteorito. En mayo de 2007 se encontraron eyecciones del impacto del meteorito en la Formación Rove. La cercana pero menos conocida Anomalía Magnética de Temagami tiene sorprendentes similitudes con la cuenca de Sudbury. Esto sugiere que podría tratarse de un segundo cráter de impacto rico en metales.
En el noreste de Quebec, el gigantesco Embalse de Manicouagan es el sitio de un extenso proyecto de central hidroeléctrica (Manic-cinq, o Manic-5). Es uno de los Cráteres de impacto de meteoritos más grandes conocidos en la Tierra, aunque no tan grande como el cráter de Sudbury; actualmente ocupa el quinto lugar, mientras que Sudbury es el tercero. 
El cinturón de piedra verde de Flin Flon en el centro de Manitoba y el centro-este de Saskatchewan "es uno de los mayores distritos de Paleoproterozoico de sulfuro masivo volcánico (VMS) del mundo, que contiene 27 depósitos de cobre-zinc-(oro) de los que se han extraído más de 183 millones de toneladas de sulfuro. "
El Escudo Canadiense, en particular la parte de los Territorios del Noroeste, ha sido recientemente el lugar de varios descubrimientos importantes de diamantes. Los tubos de kimberlita en los que se encuentran los diamantes están estrechamente asociados a los cratones, que proporcionan la litosfera profunda mantel necesario para estabilizar el diamante como mineral. Las erupciones de kimberlita traen entonces los diamantes desde más de 150 kilómetros (93,2 mi) de profundidad a la superficie. Las minas Ekati y Diavik extraen activamente diamantes de kimberlita. 
Diavik Diamond Mine: Ubicada en la región de Lac de Gras, Diavik es una de las minas de diamantes más importantes de Canadá, operada por Rio Tinto y Dominion Diamond Mines.
Ekati Diamond Mine: También situada en Lac de Gras, Ekati fue la primera mina de diamantes en operar en Canadá, comenzando la producción en 1998 y siendo operada por Dominion Diamond Mines.

## Actividades practicadas

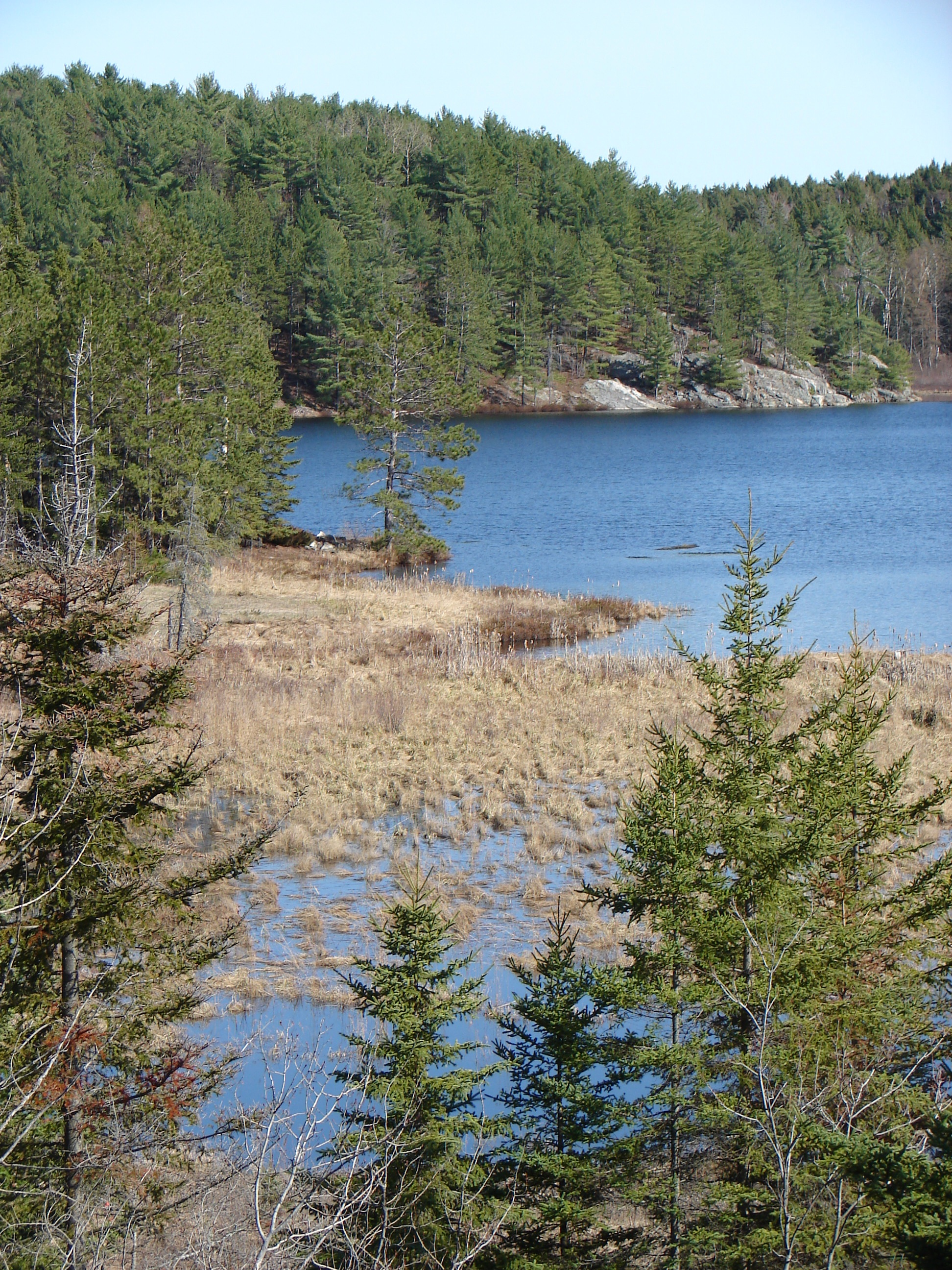
Paisaje típico del escudo Canadiense, en Ontario

El escudo es una de las zonas más ricas del mundo en cuanto a minerales Está lleno de importantes depósitos de níquel, oro, plata y cobre. En el norte de Canadá hay muchos pueblos mineros que extraen estos minerales. El mayor y más conocido es Sudbury en Ontario. Sudbury es una excepción en el proceso normal de formación de los minerales en el escudo, ya que se considera que la cuenca de Sudbury es un antiguo cráter causado por el impacto de un meteorito
El escudo, en especial la parte de los territorios del Noroeste, ha sido recientemente el lugar de varios descubrimientos importantes de diamantes. La kimberlita extraída de la tierra a través de tuberías, contiene diamantes de origen relativamente reciente, y una teoría sobre su origen indica que el escudo fue creado en el pasado por erupciones en el manto terrestre (como se han formado las islas de Hawái, pero bajo la tierra en lugar de en el mar). 
Las erupciones han sobreelevado el paisaje circundante, mientras que la placa continental se movía sobre ella, formando cráteres en diversos lugares. La línea de montañas, que va desde la costa oeste de los Estados Unidos pasando casi por Europa antes de llegar a las montañas submarinas Challenger debió seguir un camino próximo al de la placa continental. 
El escudo está también cubierto por grandes selvas boreales que sostienen una industria maderera muy importante.

### Industria minera
La producción minera en el escudo canadiense genera empleo directo e indirecto en comunidades locales, desde trabajos en las minas hasta servicios de apoyo como transporte, construcción y servicios comunitarios. Contribuye significativamente a las exportaciones de Canadá, proporcionando ingresos en divisas y mejorando la balanza comercial del país. La industria minera también aporta ingresos al gobierno a través de regalías, impuestos y tasas, que se utilizan para financiar infraestructuras públicas, educación y servicios sociales.
Las perspectivas para la producción minera en el escudo canadiense son prometedoras debido a la presencia de vastos recursos minerales no explotados y la continua demanda global de metales. Se espera que las inversiones en exploración y desarrollo de nuevos depósitos aumenten, impulsadas por avances tecnológicos y la necesidad de materias primas para tecnologías limpias y sostenibles. Sin embargo, la industria enfrenta desafíos como la necesidad de adoptar prácticas mineras sostenibles para mitigar el impacto ambiental, gestionar las preocupaciones de las comunidades locales y garantizar la seguridad y salud de los trabajadores.

### Industria maderera
La industria maderera en el escudo canadiense es una parte fundamental de la economía de Canadá, dada la extensa cobertura forestal de esta región. La industria maderera en el escudo canadiense no solo es un motor económico clave, sino también un ejemplo de cómo la gestión forestal sostenible puede equilibrar la explotación de recursos con la conservación ambiental a largo plazo. Según la Forest Products Association of Canada, la industria forestal contribuye significativamente a la economía canadiense, generando aproximadamente 230,000 empleos directos e indirectos y aportando más de 23 mil millones de dólares canadienses al PIB del país cada año.
El escudo canadiense alberga extensos bosques boreales, compuestos principalmente por coníferas como el abeto, el pino y el abeto blanco. Estos bosques son de gran importancia económica y ambiental.
La industria maderera en el escudo canadiense se centra en la explotación sostenible de los recursos forestales. Se utilizan técnicas modernas de tala selectiva para minimizar el impacto ambiental y promover la regeneración forestal. La madera cosechada se procesa en aserraderos para producir una amplia gama de productos, incluidos tablones, vigas, contrachapados y pulpa de madera para la industria papelera. La industria maderera proporciona empleo a miles de personas en comunidades rurales y remotas del escudo canadiense, contribuyendo significativamente a la economía local y nacional.
Canadá tiene políticas estrictas de gestión forestal y prácticas sostenibles para garantizar la conservación a largo plazo de los recursos forestales. Esto incluye la certificación forestal que garantiza que la tala se realice de manera responsable y sostenible.
La industria maderera enfrenta desafíos como la gestión de la salud forestal, la competencia global y la fluctuación de precios de la madera. Sin embargo, se espera que continúe siendo una parte integral de la economía del escudo canadiense debido a la abundancia de recursos forestales y las prácticas sostenibles adoptadas.